# Setor de Comando de Operações Especiais
O Setor de Comando de Operações Especiais (COE) é um órgão do Serviço de Operações (Seop) das superintendências da Polícia Rodoviária Federal. O setor é responsável por operações que exigem uma resposta rápida.
Durante o governo Bolsonaro, as COEs envolveram-se em operações conjuntas com as outras forças de segurança que deixaram um grande número de mortos. As COEs regionais foram extintas por Flávio Dino durante o governo Lula em 2023, e os servidores foram redistribuidos para as COEs estaduais.